# Olympische Sommerspiele 2024/Teilnehmer (Ruanda)
| Gelbes Symbol für Goldmedaillen mit stilisierten Olympischen Ringen | Graues Symbol für Silbermedaillen mit stilisierten Olympischen Ringen | Braundes Symbol für Bronzemedaillen mit stilisierten Olympischen Ringen |
| ------------------------------------------------------------------- | --------------------------------------------------------------------- | ----------------------------------------------------------------------- |
| —                                                                   | —                                                                     | —                                                                       |

Ruanda nahm an den Olympischen Spielen 2024 vom 26. Juli bis zum 11. August 2024 in Paris teil. Es war die insgesamt elfte Teilnahme an Olympischen Sommerspielen. Ruanda wurde von acht Athleten (3 Männer, 5 Frauen) repräsentiert, darunter zwei Leichtathleten, drei Radsportler, zwei Schwimmer und eine Degenfechterin. Es waren die zweitmeisten Teilnehmer für Ruanda nach den Olympischen Sommerspielen 1992 in Barcelona, an denen zehn Athleten aus Ruanda teilnahmen. Direkt qualifizierte sich die Marathonläuferin Clémentine Mukandanga. Fahnenträger Ruandas bei der Eröffnungsfeier am 26. Juli waren Clémentine Mukandanga und Radrennfahrer Eric Manizabayo.

## Teilnehmer nach Sportarten

### Fechten
Bei den Olympischen Spielen 2024 trat erstmals ein Ruander im Fechten an.
| Athleten         | Wettbewerb   | 1. Runde     | 1. Runde | 2. Runde      | 2. Runde      | Achtelfinale  | Achtelfinale  | Viertelfinale | Viertelfinale | Halbfinale / Klassifikation | Halbfinale / Klassifikation | Finale / Platzierung | Finale / Platzierung | Rang |
| Athleten         | Wettbewerb   | Gegner       | Ergebnis | Gegner        | Ergebnis      | Gegner        | Ergebnis      | Gegner        | Ergebnis      | Gegner                      | Ergebnis                    | Gegner               | Ergebnis             | Rang |
| ---------------- | ------------ | ------------ | -------- | ------------- | ------------- | ------------- | ------------- | ------------- | ------------- | --------------------------- | --------------------------- | -------------------- | -------------------- | ---- |
| Frauen           |              |              |          |               |               |               |               |               |               |                             |                             |                      |                      |      |
| Tufaha Uwihoreye | Degen Einzel | M. Yoshimura | 7:15     | ausgeschieden | ausgeschieden | ausgeschieden | ausgeschieden | ausgeschieden | ausgeschieden | ausgeschieden               | ausgeschieden               | ausgeschieden        | ausgeschieden        | 36   |

### Leichtathletik
Die Olympianormen des Weltverbandes erreichte nur Clémentine Mukandanga im Marathon der Frauen. Trainer für die beiden ruandischen Leichtathleten bei den Spielen war Eric Karasira.
Laufen und Gehen
| Athleten              | Wettbewerb | Vorlauf | Vorlauf | Halbfinale | Halbfinale | Finale       | Finale | Rang |
| Athleten              | Wettbewerb | Zeit    | Rang    | Zeit       | Rang       | Zeit         | Rang   | Rang |
| --------------------- | ---------- | ------- | ------- | ---------- | ---------- | ------------ | ------ | ---- |
| Frauen                |            |         |         |            |            |              |        |      |
| Clémentine Mukandanga | Marathon   | —       | —       | —          | —          | 2:45:40 h    | 77     | 77   |
| Männer                |            |         |         |            |            |              |        |      |
| Yves Nimubona         | 10.000 m   | —       | —       | —          | —          | 27:54,12 min | 21     | 21   |

### Radsport

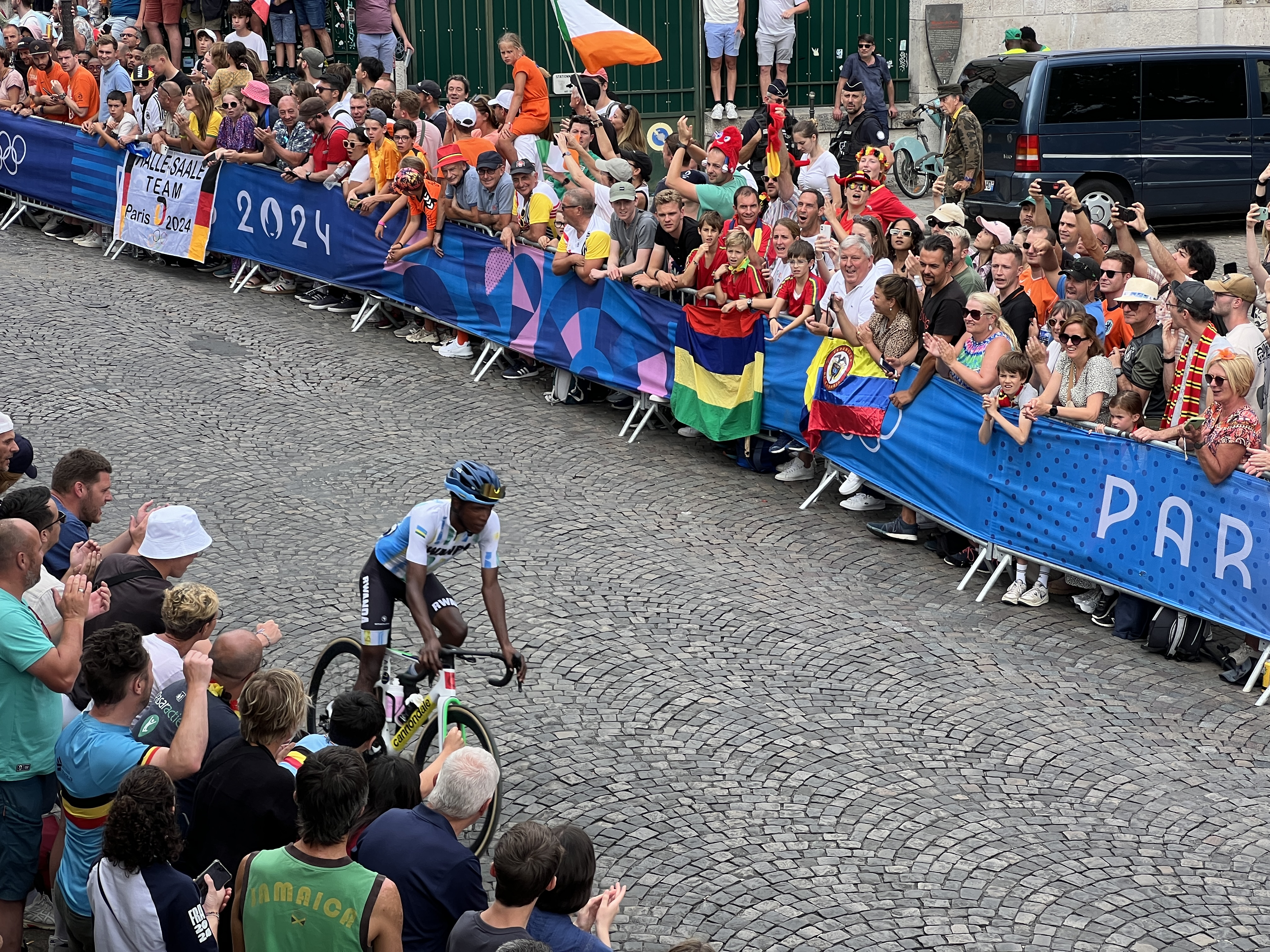
Eric Manizabayo beim Straßenrennen am 3. August in Montmartre

Über die UCI-Straßen-Weltrangliste nach Nationen erhielt Ruanda je einen Startplatz für die Straßenrennen der Frauen und Männer. Um die kontinentale Repräsentation Afrikas im Einzelzeitfahren der Frauen sicherzustellen, erhielt man auch für diesen Wettbewerb einen Startplatz. Zudem erhielt Ruanda eine Wildcard im Mountainbike der Frauen.

#### Straße
| Athleten        | Wettbewerb       | Zeit         | Rang |
| --------------- | ---------------- | ------------ | ---- |
| Frauen          |                  |              |      |
| Diane Ingabire  | Straßenrennen    | DNF          | —    |
| Diane Ingabire  | Einzelzeitfahren | 48:05,24 min | 35   |
| Männer          |                  |              |      |
| Eric Manizabayo | Straßenrennen    | DNF          | —    |

#### Mountainbike
| Athleten          | Wettbewerb    | Zeit | Rang |
| ----------------- | ------------- | ---- | ---- |
| Frauen            |               |      |      |
| Jazilla Mwamikazi | Cross-Country | LAP  | 34   |

### Schwimmen
| Athleten              | Wettbewerb          | Vorlauf | Vorlauf | Halbfinale    | Halbfinale    | Finale        | Finale        | Rang |
| Athleten              | Wettbewerb          | Zeit    | Rang    | Zeit          | Rang          | Zeit          | Rang          | Rang |
| --------------------- | ------------------- | ------- | ------- | ------------- | ------------- | ------------- | ------------- | ---- |
| Frauen                |                     |         |         |               |               |               |               |      |
| Lidwine Umuhoza Uwase | 50 m Freistil       | 32,03 s | 70      | ausgeschieden | ausgeschieden | ausgeschieden | ausgeschieden | 70   |
| Männer                |                     |         |         |               |               |               |               |      |
| Oscar Peyre Mitilla   | 100 m Schmetterling | 58,77 s | 38      | ausgeschieden | ausgeschieden | ausgeschieden | ausgeschieden | 38   |